# ANSS : Une lutte ordinaire
 (août 2016).
Si vous disposez d'ouvrages ou d'articles de référence ou si vous connaissez des sites web de qualité traitant du thème abordé ici, merci de compléter l'article en donnant les références utiles à sa vérifiabilité et en les liant à la section « Notes et références ».
Pour plus de détails, voir Fiche technique et Distribution.
ANSS : Une lutte ordinaire est un documentaire réalisé en 2006 par Samuel Tilman. Il traite de la lutte contre le Sida et la campagne de la déstigmatisation des personnes vivant avec le VIH/sida au Burundi.

## Synopsis
L’ANSS (Association nationale des séropositifs et sidéens du Burundi) est une association de terrain très active dans le domaine de la lutte contre le Sida. Composée entièrement de Burundais et majoritairement de femmes, l’association prend en charge les malades tant du côté sanitaire qu’alimentaire. Bien que l'atteinte des objectifs demeure le leitmotiv de l'association, il n'empêche que celle-ci doit faire face à de nombreuses difficultés dans ses activités quotidiennes. Jeanne, la présidente fondatrice de l’ANSS, elle-même séropositive, n'hésite nullement à parler de son statut sérologique, comme la plupart des personnes qui travaillent avec elle; afin de déstigmatiser la maladie. Grâce à Jeanne et à son association, plus de 1500 personnes bénéficient de trithérapies. 
D’autres personnes infectées, comme Françoise une enseignante et Evrard un étudiant, participent aux campagnes de sensibilisation et de plaidoyer. Ils usent de différents moyens d’expression tels que les sketches et les clubs « Stop Sida », pour inciter les gens, surtout les jeunes à se faire dépister, et à parler sans honte de leur état.

## Fiche technique
- Titre : ANSS : Une lutte ordinaire
- Réalisateur : Samuel Tilman
- Pays concerné : Burundi
- Pays du réalisateur : Belgique
- Langue : français, anglais
- Année : 2006
- Durée : 52 minutes
- Genre : société
- Type : documentaire
- Couleur / N&B : couleur
- Public : Tous publics
- Format : Vidéo
- Production : Eklektik Productions